# سيلفر بلوم (كولورادو)
سيلفر بلوم (بالإنجليزية: Silver Plume, Colorado)‏ هي بلدة تقع في مقاطعة كلير كريك، كولورادو بولاية كولورادو في الولايات المتحدة. تبلغ مساحتها 0.6 (كم²)، وترتفع عن سطح البحر 2774 م، بلغ عدد سكانها 203 نسمة في عام 2000 حسب إحصاء مكتب تعداد الولايات المتحدة وتصل الكثافة السكانية فيها 338.3 نسمة/كم2.

## وصلات خارجية
- The US50 - Cities and Towns in Colorado State
- Colorado Cities and Towns, Facts, Map, Flag, Colleges, Government, and More